# První Burgundské království
První Burgundské království (latinsky Regnum Burgundes, francouzsky Royaume de Bourgogne) byl státní útvar existující na jihovýchodě dnešní Francie, v letech 534 až 843 se jednalo o podřízené království Franské říše. Po roce 843 bylo království spolu s franskou říší rozděleno a znovu pak spojeno roku 934, od kdy se datuje druhé Burgundské království.

## Samostatné království 443–534
Původní (první) burgundské království resp. království Burgundů bylo vytvořeno ve 4. století. Tento germánský kmen se v době stěhování národů v roce 443 usadil u Ženevského jezera a postupně ovládl poměrně rozsáhlé území sahající na západě k Nevers, na východě až k Bodamskému jezeru a na jihu k Avignonu. Na začátku 6. století zde vládl Gundobad († 516) a jeho syn Zikmund, známý jako Svatý Zikmund, od doby Karla IV. jeden z českých patronů.

## Součást franské říše 534–843
Roku 500 byli Burgundi poraženi franským králem Chlodvíkem, ale uchovali si ještě samostatnost. Teprve za vlády Chlodvíkových synů bylo království Burgundů po dlouhých bojích roku 534 dobyto a připojeno k Franské říši. Později, v dobách oslabení ústřední moci, se stalo jedním z dílčích království Franské říše.

## Rozdělení království
V roce 843 se verdunskou smlouvou dělila říše vytvořená Karlem Velikým a tak došlo k rozdělení Burgundska podle řeky Saôny mezi Karla Holého a Lothara. Z původního Burgundského království se vydělilo Burgundské vévodství, které se stalo součástí západofranské říše a později francouzského království (dnešní francouzský region Burgundsko). Východní Lotharova část se stala součástí středofranské říše a dále se rozdělila prümskou smlouvou v roce 855 mezi Lothara II. (Horní Burgundsko) a Karla (Dolní Burgundsko).
Horní Burgundsko neboli Burgundia Transjurana („zájurské“) na severu se stalo královstvím v roce 888 za Rudolfa z rodu Welfů. Později zde bylo svobodné Burgundské hrabství (říšské hrabství, dnešní francouzský region Franche-Comté).
Dolní Burgundsko, Burgundia Cisjurana („předjurské“) či Provensálské království leželo na jihu podél řeky Rhôny od Lyonu až po Arles.
V roce 933 syn hornoburgundského Rudolfa Rudolf II. Burgundský spojil obě Burgundska a vzniklo tak druhé Burgundské království zvané též království Arelatské podle hlavního města Arles.